# رويال كاريبيان إنترناشيونال

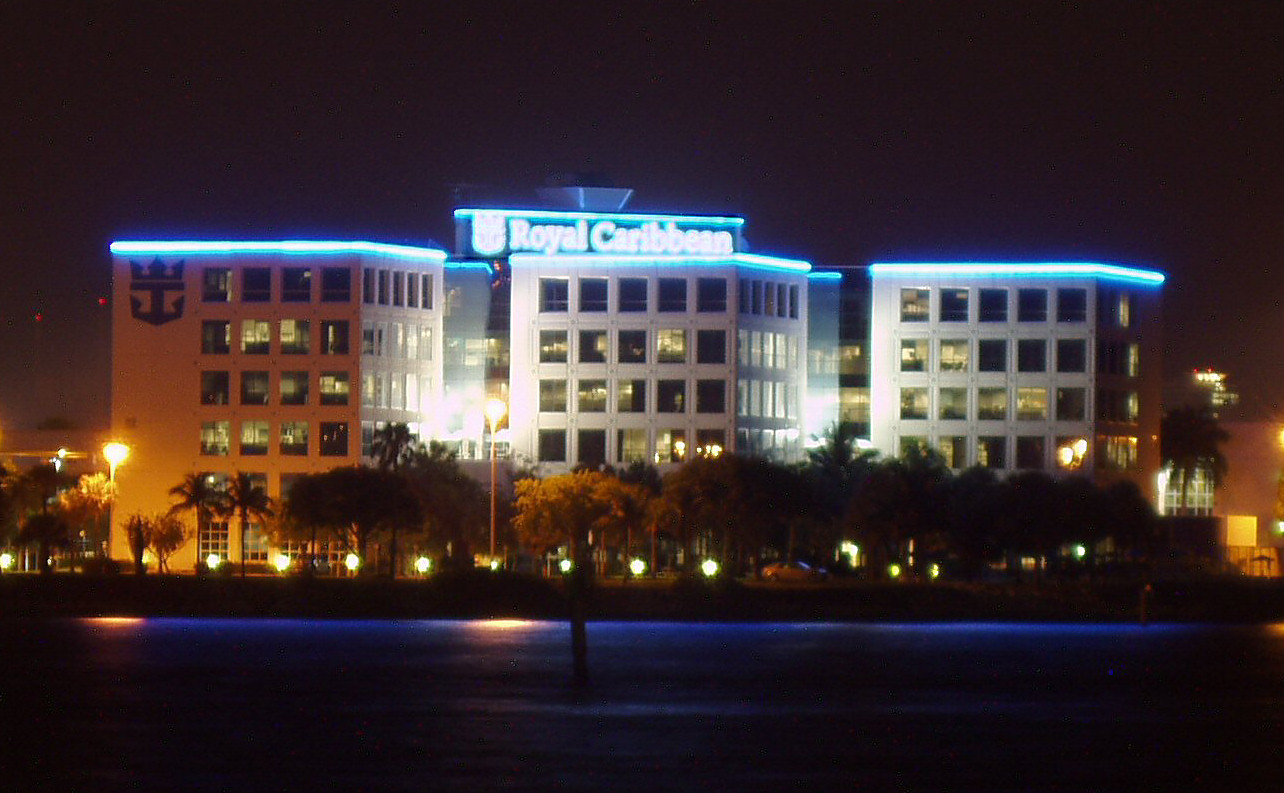
منظر ليلي لمقر الشركة في ميامي، فلوريدا

رويال كاريبيان إنترناشيونال (بالإنجليزية: Royal Caribbean International) هي شركة خط بحري للسفن السياحية مقرها في ميامي، فلوريدا. تأسست في عام 1968 في النرويج ومنذ عام 1997 نم إعادة هيكلتها لتكون شركة فرعية تتبع مجموعة رويال كاريبيان التي تملك أبضا سيلبرتي للرحلات البحرية وشركة بولمانتور للرحلات البحرية وغيرها، تملك الشركة ستة وعشرين سفينة ولديها أربع سفن إضافية تحت الطلب. ,في سنة 1986 ثم شراء ممتلكات ساحلية في هايتي لاستخدامها الخاص لضيوفها.

## لمحة تاريخية
ولها مقاصد تجارية وغيرها

## السفن السياحية

### حاليا
| السفينة              | سنة البناء | حمولة إجمالية | سعة الركاب | سعة الركاب | ملاحظة                                                                          | الصورة |
| السفينة              | سنة البناء | حمولة إجمالية | مزدوج      | أقصى       | ملاحظة                                                                          | الصورة |
| -------------------- | ---------- | ------------- | ---------- | ---------- | ------------------------------------------------------------------------------- | ------ |
| جراندر أوف ذا سيز    | 1996       | 73,817        | 1,992      | 2,440      |                                                                                 |        |
| رابسودي أوف ذا سيز   | 1997       | 78,878        | 1,998      | 2,416      |                                                                                 |        |
| إنشاتمنت أوف ذي سيز  | 1997       | 82,910        | 2,252      | 2,730      | خضعت للتعديل في 2005                                                            |        |
| فيجن أوف ذا سيز      | 1998       | 78,717        | 2,050      | 2,514      |                                                                                 |        |
| فوياجر أوف ذا سيز    | 1999       | 138,194       | 3,114      | 3,840      |                                                                                 |        |
| إكسبلورر أوف ذي سيز  | 2000       | 138,194       | 3,114      | 3,840      |                                                                                 |        |
| أدفنتشر أوف ذا سيز   | 2001       | 138,193       | 3,114      | 3,807      |                                                                                 |        |
| نافيجاتور أوف ذا سيز | 2002       | 139,999       | 3,376      | 4,000      |                                                                                 |        |
| مارينر أوف ذا سيز    | 2003       | 139,863       | 3,114      | 3,807      |                                                                                 |        |
| رايدينس أوف ذا سيز   | 2001       | 90,090        | 2,143      | 2,466      |                                                                                 |        |
| بريليانس أوف ذي سيز  | 2002       | 90,090        | 2,142      | 2,543      |                                                                                 |        |
| سريناد أوف ذي سيز    | 2003       | 90,090        | 2,146      | 2,476      |                                                                                 |        |
| جويل أوف ذا سيز      | 2004       | 90,090        | 2,112      | 2,502      |                                                                                 |        |
| فريدوم أوف ذي سيز    | 2006       | 156,271       | 3,782      | 4,515      |                                                                                 |        |
| ليبرتي أوف ذا سيز    | 2007       | 155,889       | 3,798      | 4,960      |                                                                                 |        |
| إندبيندنس أوف ذا سيز | 2008       | 155,889       | 3,634      | 4,375      |                                                                                 |        |
| أواسيس أوف ذا سيز    | 2009       | 226,838       | 5,400      | 6,780      |                                                                                 |        |
| ألور أوف ذي سيز      | 2010       | 225,282       | 5,492      | 6,780      |                                                                                 |        |
| هارموني أوف ذا سيز   | 2016       | 226,963       | 5,497      | 6,687      |                                                                                 |        |
| سيمفوني أوف ذا سيز   | 2018       | 228,081       | 5,518      | 6,680      |                                                                                 |        |
| وندر أوف ذا سيز      | 2022       | 236,857       | 5,734      | 6,988      | أكبر سفينة ركاب في العالم حسب اجمالي الحمولة منذ يناير 2022                     |        |
| كوانتوم أوف ذا سيز   | 2014       | 168,666       | 4,180      | 4,905      |                                                                                 |        |
| أنثم أوف ذا سيز      | 2015       | 168,666       | 4,180      | 4,905      |                                                                                 |        |
| أوفاتين أوف ذا سيز   | 2016       | 168,666       | 4,180      | 4,905      |                                                                                 |        |
| سبكترم أوف ذا سيز    | 2019       | 169,379       | 4,246      | 5,622      | أول سفينة من فئة كوانتم الترا                                                   |        |
| أوديسي أوف ذا سيز    | 2021       | 167,704       | 4,200      | 5,510      | تعويمها في فبراير 2020. سلمت في 31 مارس 2021. ثاني سفن فئة كوانتم الترا         |        |
| أيكون أوف ذا سيز     | 2023       | 248,663       | 5,610      | 7,600      | أول سفن الشركة تستخدم الغاز الطبيعي المسال. أكبر سفينة سياحية في العالم في 2023 |        |
| يوتوبيا أوف ذا سيز   | 2024       | 236,473       | 5,668      |            | فئة أواسيس.                                                                     |        |

### سفن تحت الطلب
| السفينة         | الفئة     | التاريخ المتوقع | الحالة                         | حمولة إجمالية | السعة | السعة | ملاحظة                                                                | الصورة |
| السفينة         | الفئة     | التاريخ المتوقع | الحالة                         | حمولة إجمالية | مزدوج | أقصى  | ملاحظة                                                                | الصورة |
| --------------- | --------- | --------------- | ------------------------------ | ------------- | ----- | ----- | --------------------------------------------------------------------- | ------ |
| ستار أوف ذا سيز | فئة أيكون | 2025            | تحت التنفيذ كما في ديسمبر 2023 | 250,800       | 5,610 |       | ثاني سفن الشركة من فئة أيكون السياحية تدار بطاقة الغاز الطبيعي المسال |        |
| يعلن لاحقا      | فئة أيكون | 2027            | وقعت الاتفاقية                 | 250,800       | 5,610 |       |                                                                       |        |
| يعلن لاحقا      | فئة أويسس | 2028            | وقعت الاتفاقية                 | 236,860       | 5,668 |       | السفينة الشقيقة ليوتوبيا أوف ذا سيز                                   |        |

## وصلات خارجية
- الموقع الرسمي
- RCI ship history at Fakta om Fartyg (بالسويدية)